# Anaspis collaris
Anaspis collaris är en skalbaggsart som beskrevs av Leconte 1851. Anaspis collaris ingår i släktet Anaspis och familjen ristbaggar. Inga underarter finns listade i Catalogue of Life.